# Verguleasa
Verguleasa é uma comuna romena localizada no distrito de Olt, na região de Oltênia. A comuna possui uma área de 68.00 km² e sua população era de 3047 habitantes segundo o censo de 2007.